# Colorhamphus parvirostris
A Colorhamphus parvirostris a madarak (Aves) osztályának a verébalakúak (Passeriformes) rendjébe a királygébicsfélék (Tyrannidae) családjába tartozó Colorhamphus nem egyetlen faja.

## Előfordulása
Argentína és Chile területén honos.